# Michelle Butler Hallett

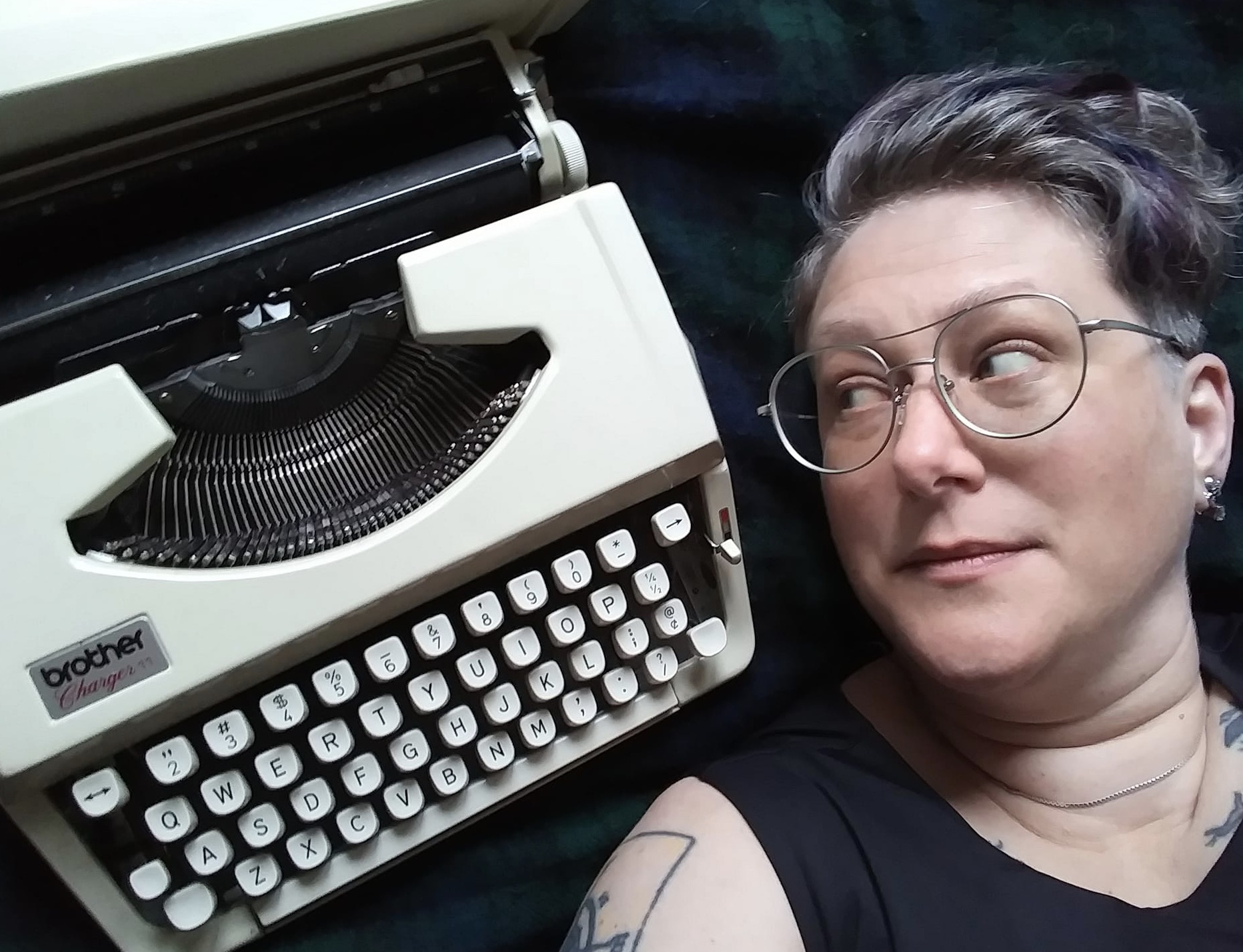
Butler Hallett blickt auf eine ihrer Schreibmaschinen.

Michelle Butler Hallett (geboren 1971) ist eine kanadische Schriftstellerin aus St. John’s, Neufundland und Labrador, die überwiegend literarisch-historische Belletristik schreibt. Ihr Roman Constant Nobody wurde bei den Atlantic Book Awards 2022 mit dem Thomas Head Raddall Award ausgezeichnet.
Ihr Stück Peter's Accent gewann im Jahr 2000 den NL Arts & Letters, Dramatic Script. 2006 veröffentlichte sie ihre erste Kurzgeschichtensammlung The Shadow Side of Grace und folgte 2007 mit ihrem Debütroman Double-blind.
Ihr Roman This Marlowe, ein Roman aus dem Jahr 2016, der die letzten Monate in Christopher Marlowes Leben darstellte, war eine Longlist-Nominierung für den ReLit Award im Jahr 2017 und den International Dublin Literary Award im Jahr 2018.
Butler Hallett lebt mit Spondylitis ankylosans und hat auch Essays über Behinderung geschrieben.

## Werke
- The Shadow Side of Grace. Creative Book Publishing, St. John's 2006, ISBN 978-1-89717-410-4
- Double-blind. Creative Book Publishing, St John's 2007, ISBN 978-1-897174-21-0
- Sky Waves. Breakwater Books Ltd., St. John's 2008, ISBN 978-1-897174-33-3
- Deluded Your Sailors. Breakwater Books Ltd., St. John's 2011, ISBN 978-1-897174-77-7
- This Marlowe. Goose Lane Editions, Fredericton 2016, ISBN 978-0-86492-920-4
- Constant Nobody. Goose Lane Editions, Fredericton 2021, ISBN 978-1-77310-157-6